# Jeppe Kjær (labdarúgó, 2004)
Jeppe Kjær (Horsens, 2004. március 1. –) dán korosztályos válogatott labdarúgó, a norvég Bodø/Glimt csatárja.

## Pályafutása

### Klubcsapatokban
Kjær a dániai Horsens városában született. Az ifjúsági pályafutását a Hatting/Torsted és a Horsens csapatában kezdte, majd a holland Ajax akadémiájánál folytatta.
2020-ban mutatkozott be a Horsens első osztályban szereplő felnőtt keretében. Először a 2020. június 7-ei, Brøndby ellen 3–2-re megnyert mérkőzés 55. percében, Michael Lumb cseréjeként lépett pályára. Első gólját 2020. július 8-án, a Hobro ellen hazai pályán 3–2-es győzelemmel zárult találkozón szerezte meg. 2023. január 17-én 4½ éves szerződést kötött a norvég első osztályban érdekelt Bodø/Glimt együttesével. 2023. április 16-án, a Stabæk ellen 4–0-ra megnyert bajnokin debütált.

### A válogatottban
Kjær az U16-os, az U17-es és az U18-as korosztályú válogatottakban is képviselte Dániát.

## Statisztikák
2023. június 11. szerint
| Klub       | Szezon   | Osztály          | Bajnokság | Bajnokság | Kupa  | Kupa | Nemzetközi | Nemzetközi | Összesen | Összesen |
| Klub       | Szezon   | Osztály          | Meccs     | Gól       | Meccs | Gól  | Meccs      | Gól        | Meccs    | Gól      |
| ---------- | -------- | ---------------- | --------- | --------- | ----- | ---- | ---------- | ---------- | -------- | -------- |
| Horsens    | 2019–20  | Danish Superliga | 9         | 1         | 2     | 0    | —          | —          | 11       | 1        |
| Bodø/Glimt | 2023     | Eliteserien      | 3         | 0         | 1     | 0    | 0          | 0          | 4        | 0        |
| Összesen   | Összesen | Összesen         | 12        | 1         | 3     | 0    | 0          | 0          | 15       | 1        |